# Козовский, Александр Григорьевич
Александр Григорьевич Козовский (род. 9 июня 1962, Гомель) — советский и белорусский борец  греко-римского стиля, призер чемпионатов СССР, мастер спорта СССР международного класса, тренер.

## Биография
Родился в 1962 году в Гомеле, где начал тренироваться у своего отца, заслуженного тренера СССР Григория Козовского. Учился в Гомельской школе-интернате спортивного профиля.
В 1982 году победил на молодежном первенстве СССР, занял третье место на молодежном первенстве Европы и третье место на чемпионате СССР.
В 1983 году победил на Гран-при Ивана Поддубного, занял второе место на летней Спартакиаде народов СССР и третье место на чемпионате СССР. 
В 1984 году вновь победил на Гран-при Ивана Поддубного и занял второе место на чемпионате СССР.
Мастер спорта СССР международного класса (1983), многократный чемпион БССР.
После завершения спортивной карьеры начал работать тренером. 
С 2011 года тренер сборной команды Республики Беларусь, государственный тренер по греко-римской борьбе. Судья международной категории.

## Спортивные результаты
- Чемпионат СССР по борьбе среди молодёжи 1982 —
- Чемпионат Европы по борьбе среди молодёжи 1982 —
- Чемпионат СССР по классической борьбе 1982 года — ;
- Чемпионат СССР по классической борьбе 1983 года — ;
- Классическая борьба на летней Спартакиаде народов СССР 1983 года — ;
- Чемпионат СССР по классической борьбе 1984 года — ;